# Kølstrup Præstegård
Kølstrup Præstegård er en fredet præstegård, der ligger i Kølstrup omkring 10 km sydvest for Kerteminde på Fyn. Hentet Den ligger ved siden af Kølstrup Kirke ud til Kertinge Nor. Det er et firfløjet anlæg med stråtag. Bygningen er hvidkalket med rødmalet bindingsværk. Den ældste del af gården er den østlige længe, som blev opført 1590-1610, mens resten blev opført af hans søn Peder Bagger, der var præst 1671‑1703.
Gården har også en stor have.
En sten uden for gården har teksten "Kølstrup Præstegård Anno 1785".
I 2016 var den én blandt 15 mulige kandidater til titlen Danmarks smukkeste præstegård i en afstemning startet af Bygningskultur Danmark. Den fik en andenplads efter Moseby Præstegård på Falster.